# Wexford Youths Women's Football Club
Il Wexford Youths Women's Football Club, spesso abbreviato in Wexford Youths WFC o semplicemente Wexford Youths, è una squadra di calcio femminile irlandese con sede a Crossabeg, villaggio della Contea di Wexford. A livello societario la squadra, che nella stagione 2016-2017 milita in Women's National League (WNL), massimo livello del campionato irlandese femminile di calcio, affianca l'omonima formazione maschile che milita in Premier Division.

## Palmarès
- Campionato irlandese: 4

2014-2015, 2015-2016, 2017, 2018
- FAI Women's Cup: 4

2015, 2018, 2019, 2021
- Women's National League Cup: 1

2013-2014
- Women's National League Shield: 1

2015-2016

## Statistiche

### Risultati nelle competizioni UEFA
| Stagione | Competizione     | Fase                     | Avversario           | Risultato | Risultato | Risultato |
| Stagione | Competizione     | Fase                     | Avversario           | andata    | ritorno   | aggregato |
| -------- | ---------------- | ------------------------ | -------------------- | --------- | --------- | --------- |
| 2015-16  | Champions League | gironi di qualificazione | Gintra               | 1-0       | 1-0       | 1-0       |
| 2015-16  | Champions League | gironi di qualificazione | Medyk Konin          | 0-6       | 0-6       | 0-6       |
| 2015-16  | Champions League | gironi di qualificazione | Cardiff Metropolitan | 5-1       | 5-1       | 5-1       |
| 2016-17  | Champions League | gironi di qualificazione | BIIK Kazygurt        | 1-3       | 1-3       | 1-3       |
| 2016-17  | Champions League | gironi di qualificazione | Gintra               | 1-2       | 1-2       | 1-2       |
| 2016-17  | Champions League | gironi di qualificazione | Criuleni             | 0-0       | 0-0       | 0-0       |
| 2016-17  | Champions League | gironi di qualificazione | BIIK Kazygurt        | 1-3       | 1-3       | 1-3       |
| 2016-17  | Champions League | gironi di qualificazione | Gintra               | 1-2       | 1-2       | 1-2       |
| 2016-17  | Champions League | gironi di qualificazione | Criuleni             | 0-0       | 0-0       | 0-0       |
| 2018-19  | Champions League | gironi di qualificazione |                      |           |           |           |
| 2018-19  | Champions League | gironi di qualificazione |                      |           |           |           |
| 2018-19  | Champions League | gironi di qualificazione |                      |           |           |           |

## Organico

### Rosa 2016-2017
Rosa, ruoli e numeri di maglia come da sito UEFA.com.
| N. |                      | Ruolo | Calciatrice      |
| -- | -------------------- | ----- | ---------------- |
| 1  | Irlanda (bandiera)   | P     | Sophie Lenehan   |
| 2  | Irlanda (bandiera)   | D     | Ciara Delaney    |
| 3  | Irlanda (bandiera)   | D     | Orlaith Conlon   |
| 4  | Irlanda (bandiera)   | C     | Aoife Slattery   |
| 5  | Irlanda (bandiera)   | D     | Lauren Dwyer     |
| 6  | Irlanda (bandiera)   | C     | Kylie Murphy     |
| 7  | Irlanda (bandiera)   | C     | Rebekah Cassin   |
| 8  | Irlanda (bandiera)   | C     | Edel Kennedy     |
| 10 | Irlanda (bandiera)   | A     | Mckenna Davidson |
| 11 | Australia (bandiera) | C     | Orla Casey       |
| 13 | Irlanda (bandiera)   | D     | Clíodhna Ní Shé  |

| N. |                    | Ruolo | Calciatrice       |
| -- | ------------------ | ----- | ----------------- |
| 14 | Irlanda (bandiera) | C     | Emma Hansberry    |
| 15 | Irlanda (bandiera) | C     | Aisling Frawley   |
| 16 | Irlanda (bandiera) | D     | Nicola Sinnott    |
| 17 | Irlanda (bandiera) | A     | Becky Conroy      |
| 18 | Irlanda (bandiera) | P     | Ciamh Dollard     |
| 19 | Irlanda (bandiera) | A     | Rianna Jarrett    |
| 20 | Irlanda (bandiera) | C     | Rachel Hutchinson |
| 21 | Irlanda (bandiera) | P     | 21 Maeve Williams |
| 24 | Irlanda (bandiera) | D     | Doireann Fahey    |
| 25 | Irlanda (bandiera) | A     | Katrina Parrock   |